# Dan Frank
Daniel Gordon Frank, detto Dan (Boston, 4 gennaio 1882 – New York, 20 marzo 1965), è stato un lunghista statunitense.
Partecipò ai Giochi olimpici di Saint Louis 1904 vincendo la medaglia d'argento nel salto in lungo grazie ad un salto di 6,89 m.

## Palmarès
| Anno | Manifestazione  | Sede        | Evento         | Risultato | Prestazione | Note |
| ---- | --------------- | ----------- | -------------- | --------- | ----------- | ---- |
| 1904 | Giochi olimpici | Saint Louis | Salto in lungo | Argento   | 6,89 m      |      |